# Busy Bee Congo

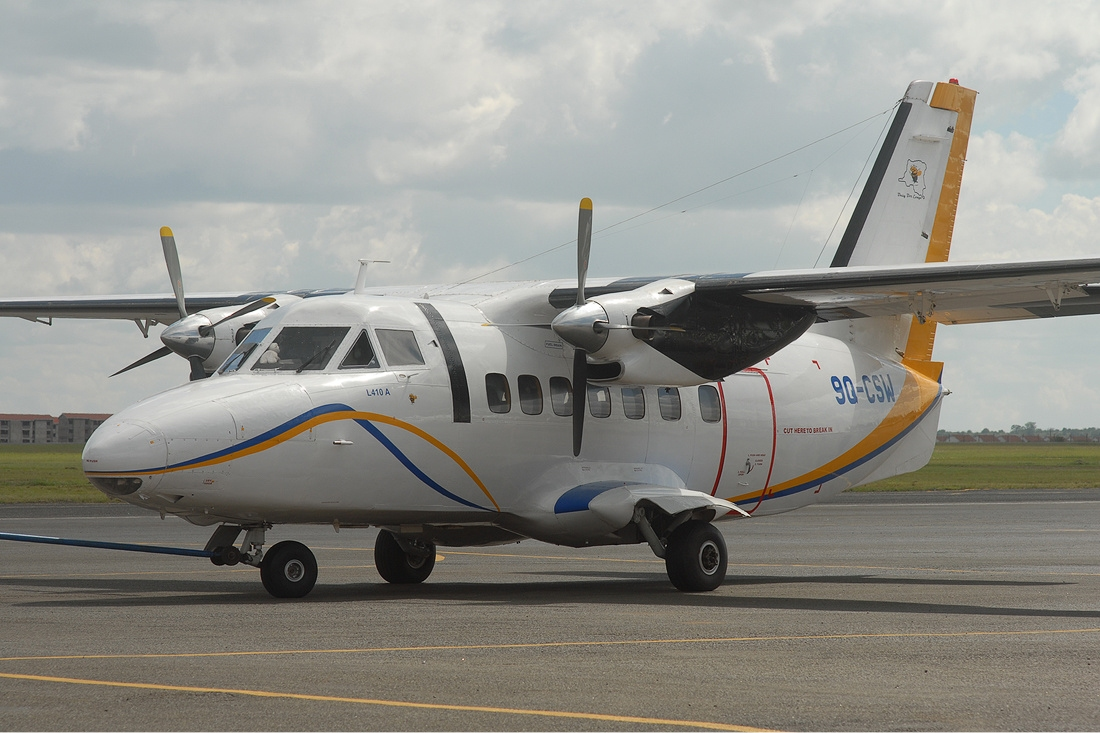
En Let L-410 Turbolet (registrering: 9Q-CSW) år 2008. Busy Bee Congo flyger emellertid inte längre med Turbolet-planen.

Busy Bee Congo är ett inhemskt kongolesiskt (Kongo-Kinshasa) flygbolag bildat år 2007, vilket även var samma år de tilldelades sin AOC (certifikat). Deras huvudsakliga bas är Goma flygplats i Goma, nära gränsen till Rwanda. Flygbolaget ägnar sig åt charterverksamhet och har i flottan Fokker 50, Dornier 228 samt Shorts Skyvan. Samtliga är turbopropflygplan som kan ta mellan 20–50 passagerare. Flottan består till stor del av flygplan konstruerade på 1980-talet.
Efter en olycka 2019 så ställde flygbolaget av sin verksamhet på eget bevåg men sedan olyckan utretts bedriver de återigen sin verksamhet.

## Olyckor och incidenter
- Flygolyckan med Busy Bee Congo 2019